# Sistemul carstic Peștera Cerbului - Avenul cu Vacă
Sistemul carstic Peștera Cerbului - Avenul cu Vacă este o arie protejată de interes național ce corespunde categoriei a IV-a IUCN (rezervație naturală de tip speologic), situată în vestul Transilvaniei, pe teritoriul județului Bihor.

## Localizare
Aria naturală se află în ramura nordică a Munților Bihorului (grupă montană a Munților Apuseni, aparținând lanțului carpatic al Occidentalilor), în sud-estul județului Bihor (în apropierea graniței cu județul Cluj), pe teritoriul administrativ al comunei Budureasa.

## Descriere
Rezervația naturală a fost declarată arie protejată prin Legea Nr.5 din 6 martie 2000 (privind aprobarea Planului de amenajare a teritoriului național - Secțiunea a III-a - zone protejate, publicată în Monitorul Oficial al României, Nr.152 din 12 aprilie 2000) și se întinde pe o suprafață de 45 hectare.
Aria naturală  este inclusă în Parcul Natural Apuseni și reprezintă o zonă montană acoperită cu păduri, pajiști și fânețe ce adăpostește o gamă floristică și faunistică diversă; cu o mare valoare peisagistică (văi, măguri, poiene). În arealul acesteia sunt întâlnite zone de carst cu importanță speologică (avene și peșteri) și paleontologică (depozite de faună fosilă) deosebită. 

## Obiective turistice aflate în vecinătate
- Biserica de lemn „Sfântul Gheorghe” din satul Saca, construcție 1724, monument istoric.
- Biserica romano - catolică "Sf. Treime" din Beiuș, construcție 1752, monument istoric.
- Biserica "Sf. Mare Mucenic Dimitrie Izvorâtor de Mir" din Beiuș, construcție 1800, monument istoric.
- Biserica ortodoxă "Sf. Arhangheli Mihail și Gavriil" din Beiuș, monument istoric[4].
- Stațiunea montană de odihnă și tratament Stâna de Vale
- Ariile protejate: Parcul Natural Apuseni, Ferice - Plai (sit SCI), Valea Iadei cu Syringa josichaea, Peștera Cetatea Rădesei, Piatra Grăitoare, Peștera Smeilor de la Onceasa, Peștera Vacii, Vârful Cârligați, Vârful Buteasa.